# Lilas Desquiron
Lilas Desquiron, née en 1946 à Port-au-Prince est une écrivaine et personnalité politique haïtiienne.
Ses romans traitent du vaudou, des préjugés liés aux classes sociales, ainsi que le massacre à Jérémie commis par l'armée et la milice sous le régime Duvalieriste.
Elle est ministre de la culture de 2001 à 2004 sous la présidence de Jean Bertrand Aristide.

## Biographie
Lilas Desquiron est l'arrière-arrière-petite fille de l'ancien président de Haïti Jean-Pierre Boyer. À l'âge de deux ans, ses parents laissent leur ville natale Jérémie pour s'installer définitivement à Port-au-Prince. Lilas Desquiron vit son enfance dans la capitale sans aucun contact avec sa ville de naissance.
Devenue une jeune femme éduquée, qui ne passe pas inaperçue par son allure, elle entame ses études universitaires à Paris et à Bruxelles dans les années 1960 et 1970. Elle étudie l'ethnologie, plus précisément l'étude des religions afro-américaine. En 1990, à l'Université Libre de Bruxelles, Lilas Desquiron soutient sa thèse qui a pour titre La racine du Vodou.
Romancière, Lilas Desquiron publie son premier roman titre Les Loco-Miroir en 1991. Dans ce roman qui met en évidence le vaudou, elle raconte l'histoire d'un couple dont l'union ne sera jamais acceptée à cause de leur classe sociale différente (marasa). Elle met également à nu le massacre connu sous le nom de « l'histoire des vêpres à Jérémie », effectué par le régime Duvalieriste sur un groupe de jeunes révolutionnaires, à Jérémie en 1964.
De 2001 à 2004, Lilas Desquiron est ministre de la culture en Haïti sous la présidence de Jean Bertrand Aristide. En 2002, elle visite le pôle mémoriel franco-suisse de l'Est de la France, mémoires de l'abolition de l'esclavage, à Fort de Joux.

## Œuvres choisies

### Roman
- Les chemins de Loco-Miroir (livre numérique, accès libre), Paris, Stock, 1990, 256 p. (OCLC 962976904, lire en ligne)
- (en) avec Robin Orr Bodkin, Reflections of Loko Miwa, Charlottesville, University Press of Virginia, 1998, 198 p. (OCLC 37141253, lire en ligne)

### Essai
- Racines du voudou, Port-au-Prince, Haïti, Editions H. Deschamps, 1990, 237 p. (OCLC 29798116, lire en ligne)

### Biographie
- avec François Forestier, Martin Luther King : le visionnaire, Neuilly-sur-Seine, M. Lafon, 2008, 303 p. (ISBN 9782749908397, lire en ligne)